# Adam Setkowicz

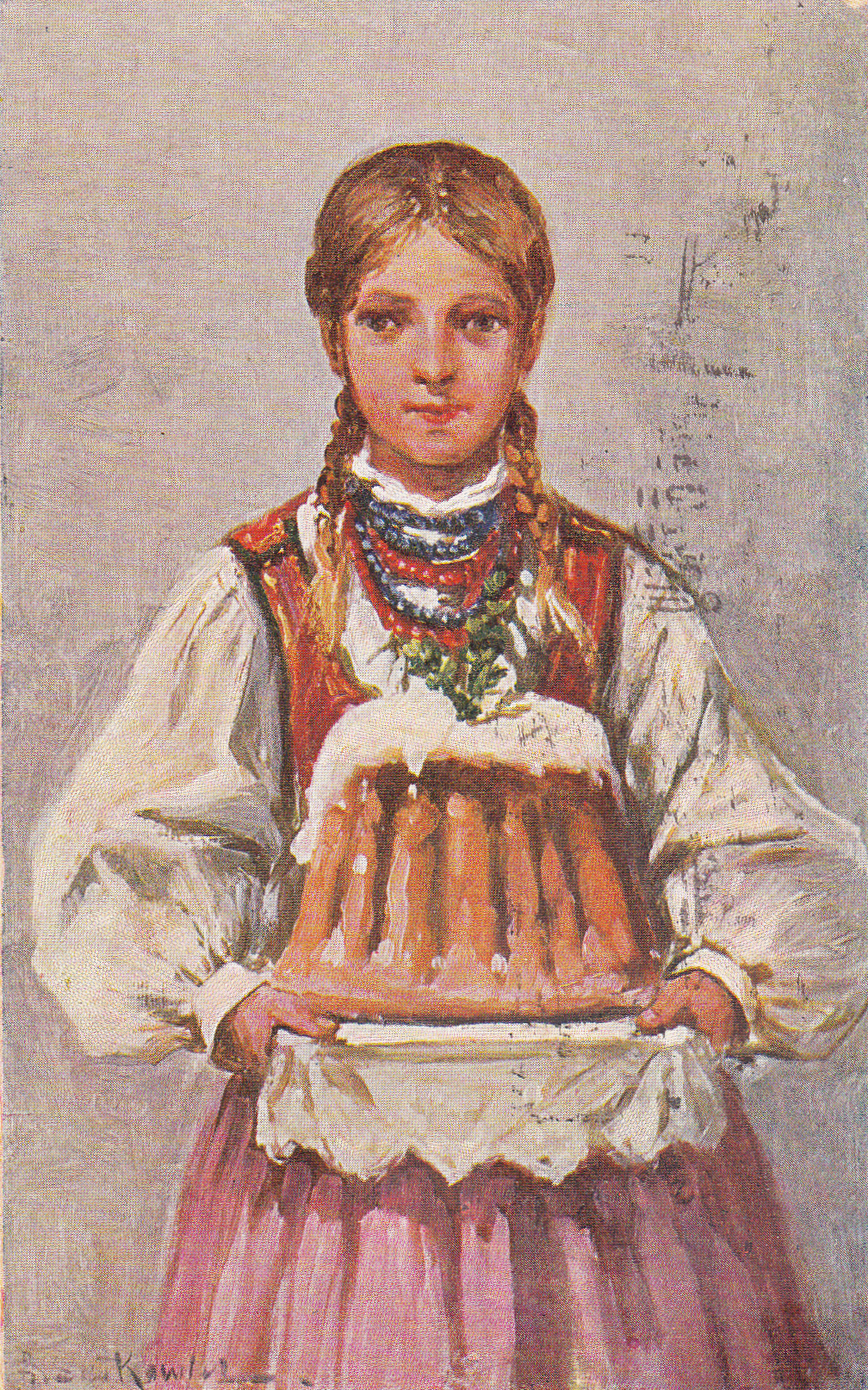
Adam Setkowicz, Dziewczyna w stroju ludowym. Pocztówka wysłana 11 kwietnia 1936 roku, zatytułowana „Wesołego Alleluja”. Wydawca: Polonia Kraków.

Adam Setkowicz (ur. 4 grudnia 1875 w Krakowie, zm. 24 października 1945 tamże) – polski artysta malarz.

## Życiorys
Popularny pejzażysta i akwarelista. Najbardziej znany z licznych reprodukcji w czasopismach ilustrowanych oraz kart pocztowych. W latach 1897–1898 kształcił się w Akademii Sztuk Pięknych pod kierunkiem Teodora Axentowicza. Malował sceny rodzajowe z życia wsi polskiej: kuligi, polowania, obyczaje ludowe, a także krajobrazy leśne. Rzadziej malował widoki architektury krakowskiej, sceny alegoryczne i obrazy o tematyce judaistycznej. Nie uległ wpływom awangardowych kierunków w sztuce końca XIX i początku XX wieku.
Zmarł 24 października 1945 i spoczywa na cmentarzu Rakowickim.
Prace Adama Setkowicza znajdują się w licznych kolekcjach prywatnych i w zbiorach wielu polskich muzeów, m.in. w Muzeum Narodowym w Krakowie, Muzeum Historycznym Miasta Krakowa, Muzeum Rolnictwa i Przemysłu Rolno-Spożywczego w Szreniawie, Muzeum Okręgowym w Lesznie, Muzeum Historii Polskiego Ruchu Ludowego w Warszawie i Muzeum Szlachty Mazowieckiej w Ciechanowie.